# روبرت آبي
روبرت آبي (بالإنجليزية: Robert Abbe)‏ هو جراح وفيزيائي أمريكي، ولد في 13 أبريل 1851 في نيويورك في الولايات المتحدة، وتوفي في 7 مارس 1928 بسبب ابيضاض الدم.